# Enhörna hembygdsmuseum

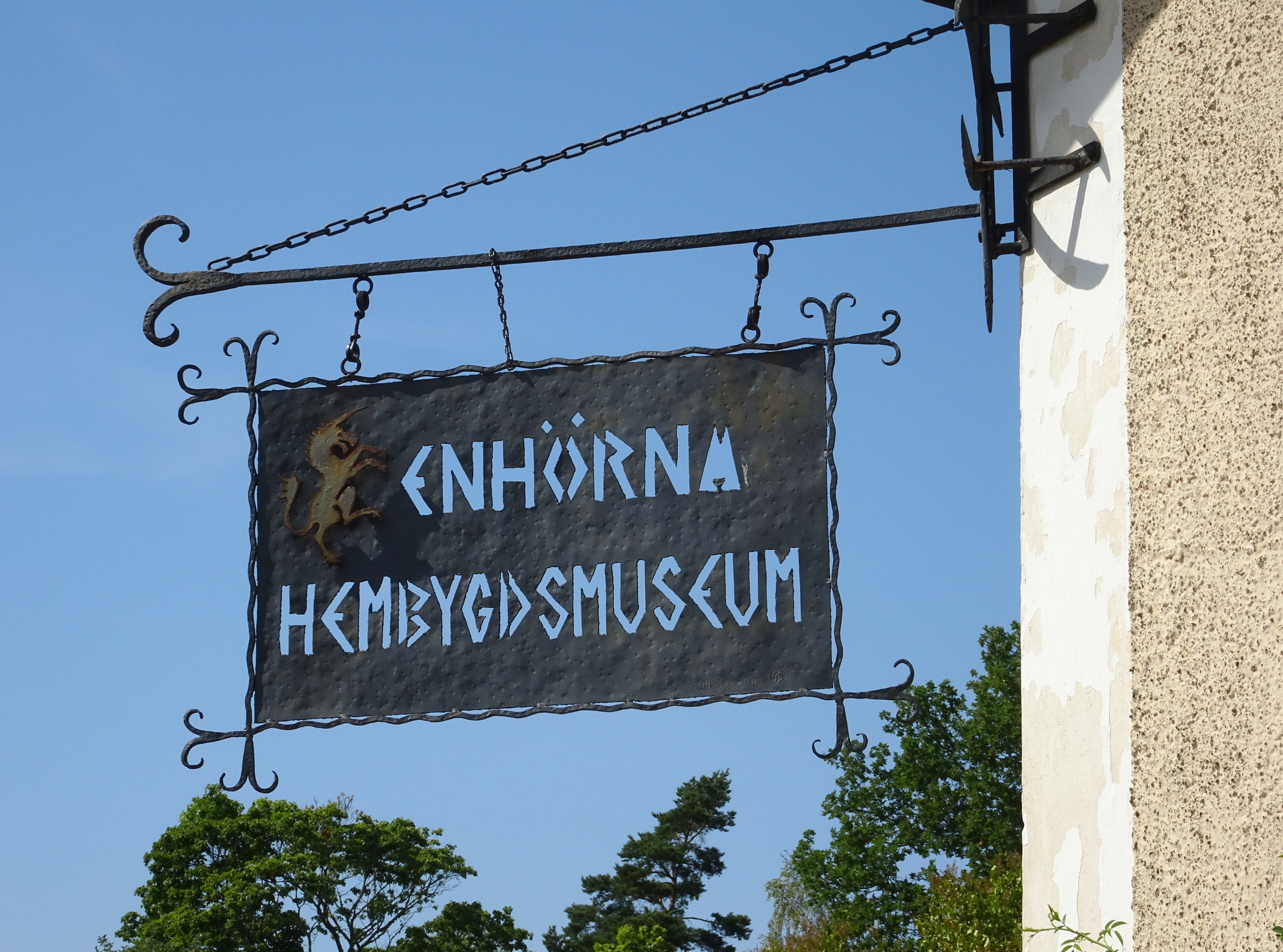
Enhörna Hembygdsmuseum, 2018.

Enhörna hembygdsmuseum är ett hembygds- och skolmuseum på Enhörnahalvön i Södertälje kommun. Museet, som drivs av Enhörna hembygdsförening, är inrymt i två äldre skolbyggnader strax norr om Överenhörna kyrka.

## Historik

### Sockencentrum

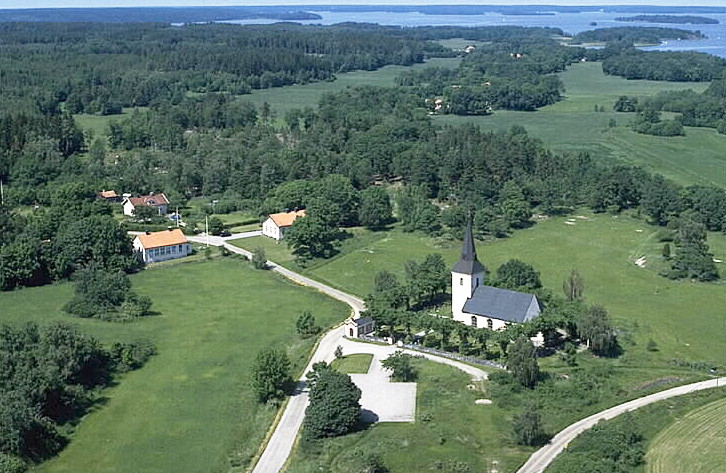
Överenhörna gamla sockencentrum från luften 1995. Norr om kyrkan låg kungsgården Husaby-Enhörna.

Enhörna hembygdsmuseum har sina lokaler i två tidigare skolbyggnader: småskolan från 1876 och storskolan från 1850. Båda skolhus utgör tillsammans med Kyrkan och Klockargården Överenhörnas sockencentrum. Norr om kyrkan, som uppfördes som kungsgårdskyrka vid Husaby, syns ruinkullarna efter den medeltida kungsgården Husaby-Enhörna, föregångaren till Ekensbergs säteri, samt ett järnåldersgravfält (RAÄ-nummer Överenhörna 61:1). Enligt kommunen utgör Överenhörnas sockencentrum "ett högt samlat kulturhistoriskt värde med kontinuitet sedan järnåldern".

### Skolorna
I småskolan undervisades klasserna 1–2 och i storskolan klasserna 3–6. För att besöka klass 7 fick barnen åka till Södertälje. Småskolan hade utöver skolsalen även en slöjdsal, som utgjorde en ny rumsfunktion i skolhus från den tiden. Från och med år 1927 och under nästan 40 år var Mia Isacsson småskolans lärare. På övervåning hade läraren sin bostad om ett rum och kök (idag hembygdsföreningens arkiv). Dessutom finns där ett rum som användes till kommunalkontor när Överenhörna var en egen landskommun. Under 1900-talet ökade elevantalet kraftigt och undervisningen fick även ske i småskolans slöjdsal.
I storskolans lärosal fanns ursprungligen ribbstolar uppsatta på en av väggarna. Vid sekelskiftet var Gottfried Larsson lärare i storskolan. Han syns på ett samtida fotografi med skolbarnen och skolbyggnaden. Larsson bodde på klockargården och var samtidigt kantor, kommunalman och poststationsföreståndare. Skolverksamheten i Överenhörna lades ner höstterminen 1965 och eleverna hänvisades därefter till Vallaskolan nära Ytterenhörna kyrka. 1966 började hembygdsföreningen i Enhörna att iordningställa sitt hembygdsmuseum i båda skolhusen.

Skolbyggnader
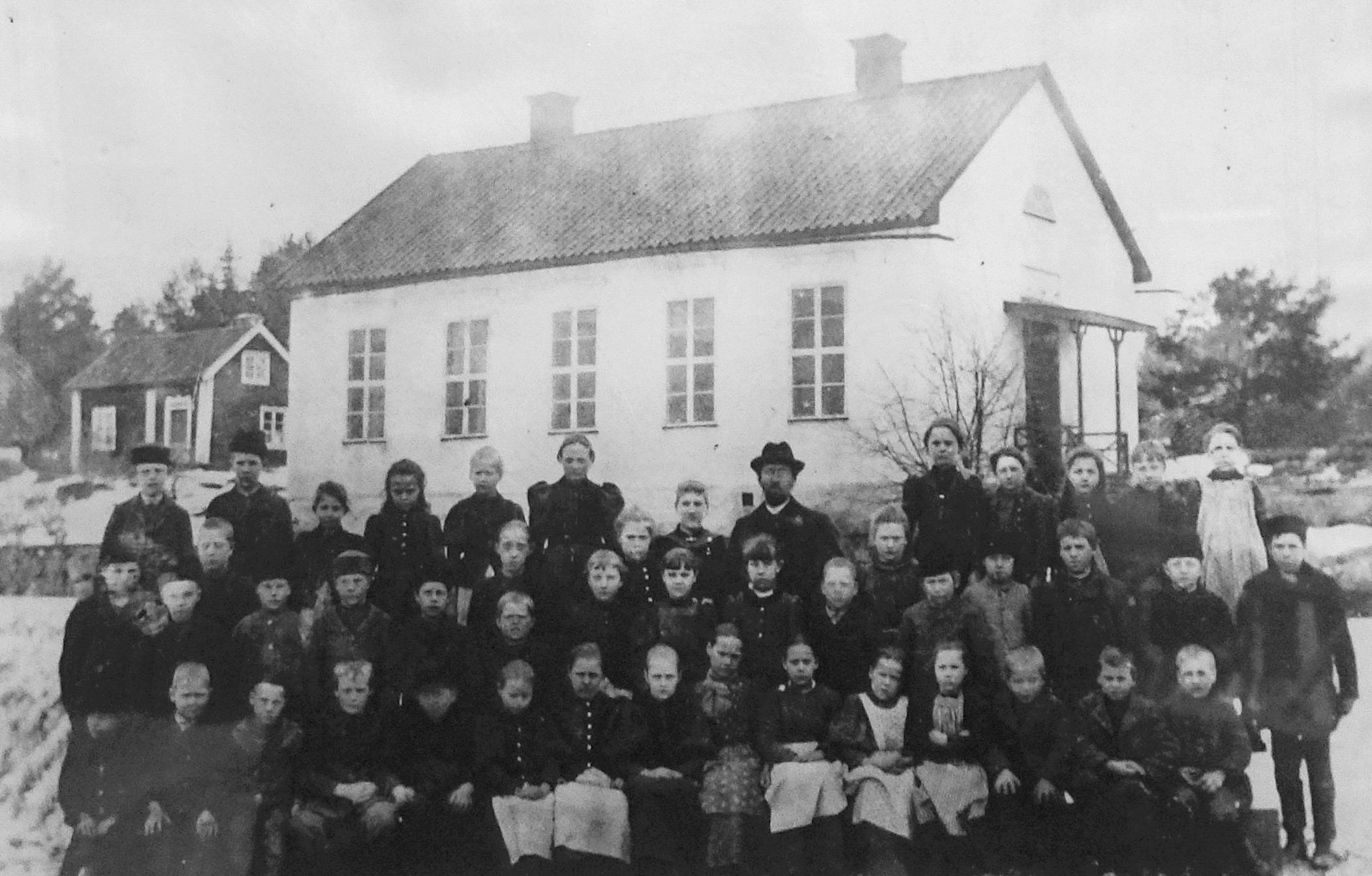
Överenhörna storskola, 1896.
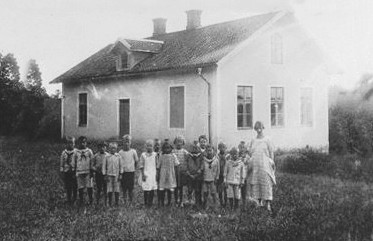
Överenhörna småskola, 1924.
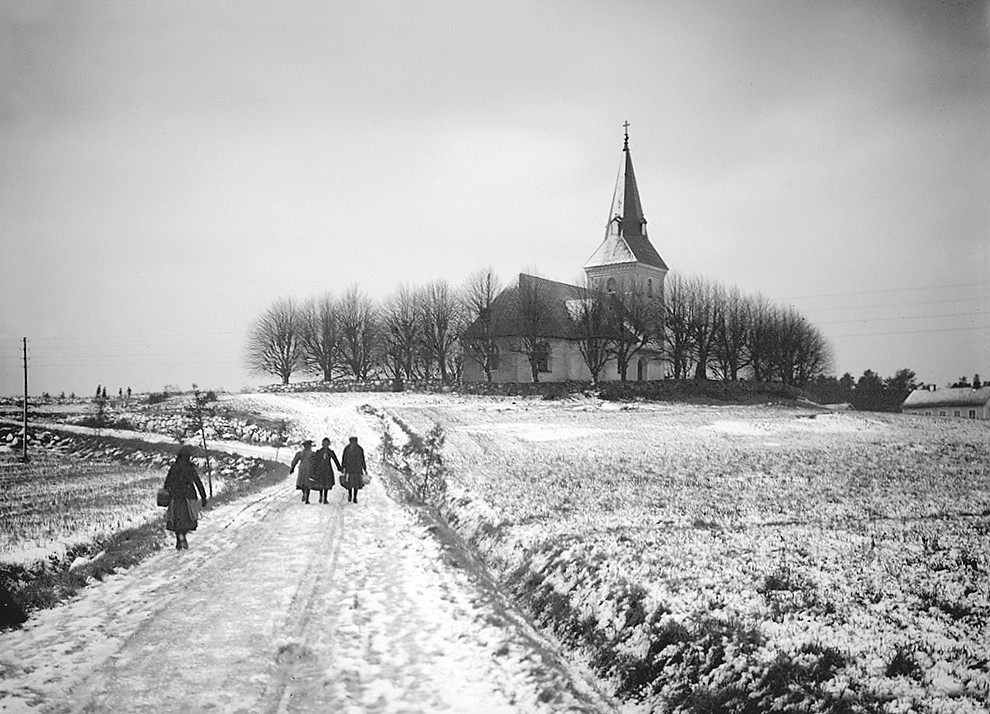
Kyrkan och skolhuset (längst ut till höger).
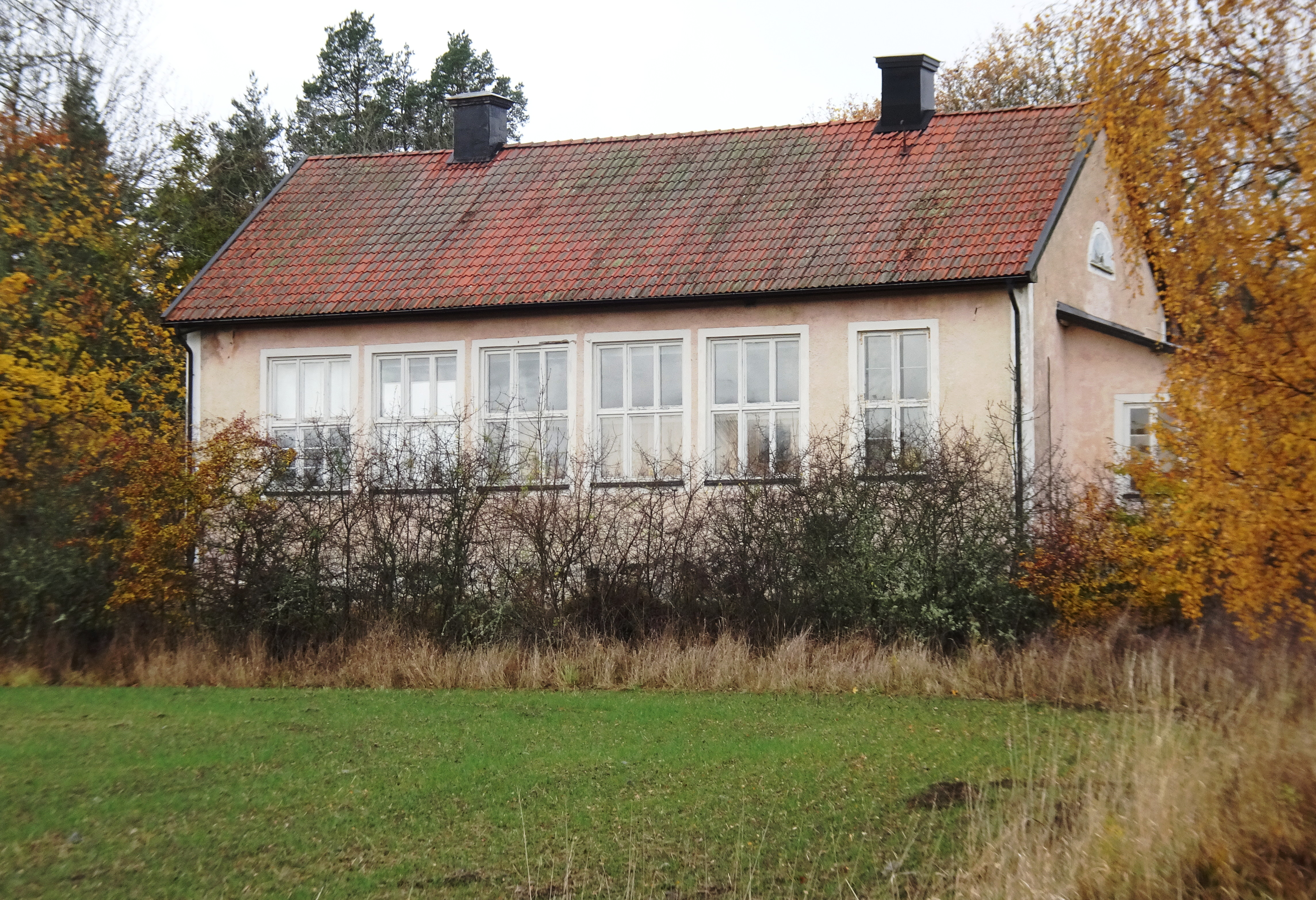
F.d. Överenhörna storskola, 2016.
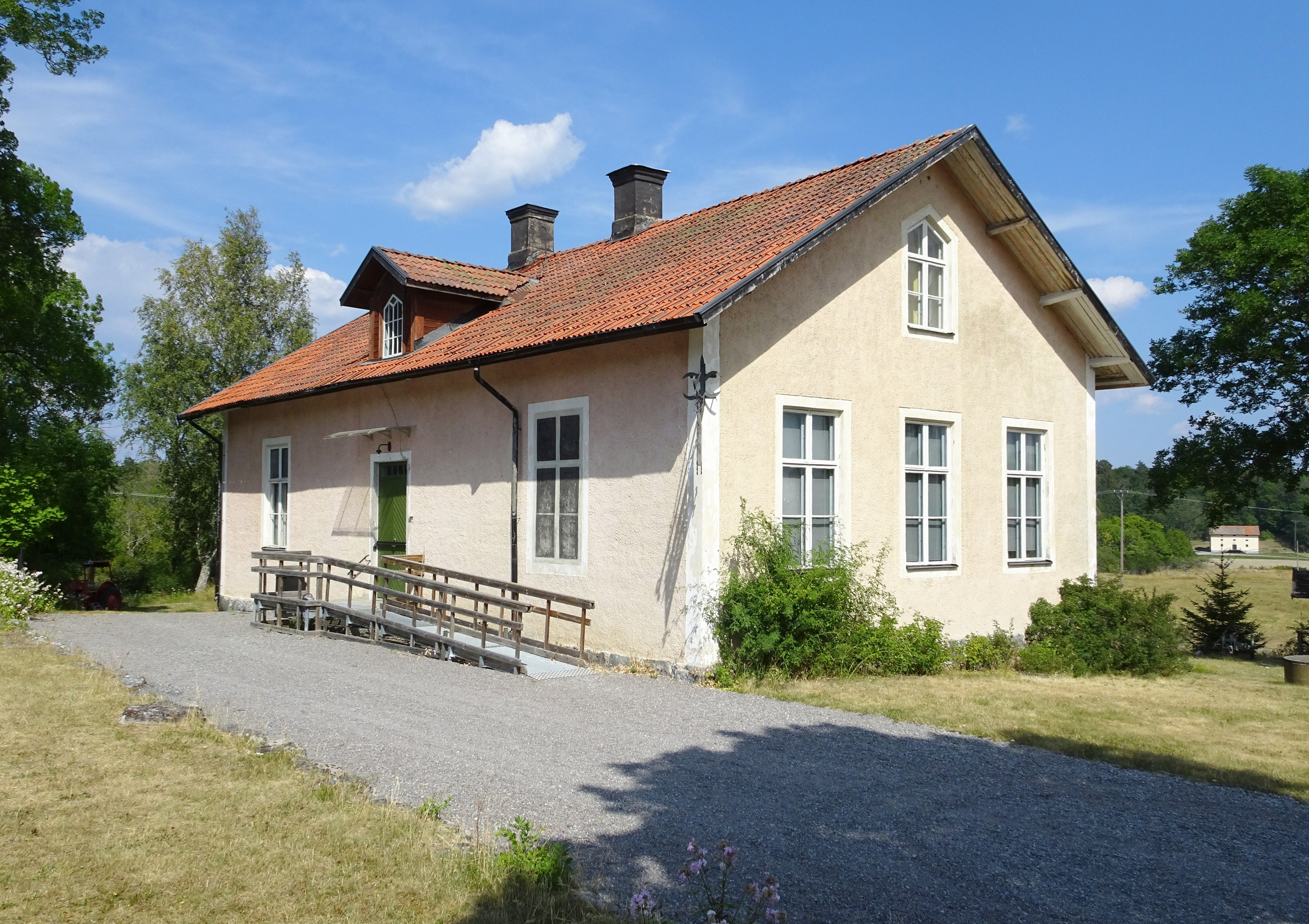
F.d. Överenhörna småskola, 2108.

## Verksamhet
I småskolan lät man skolsalen vara kvar, exakt så som den såg ut på sista skoldagen. Elevernas namn står fortfarande skrivna på tavlan liksom den sista gruppindelningen samt uppmaningen "låt stå". Småskolans gamla slöjdsal byggdes om till utställningsrum med fotoarkiv. Museet förfogar över drygt 1 000 fotografier med Enhörnamotiv och de flesta finns uppsatta i fotosalen.
Storskolan ligger på andra sidan landsvägen och består av tre rum. I förrummet märks Ytterenhörna kyrkas gamla orgelfasad från 1850-talet. I den gamla skolsalen visas bland annat Enhörnas övärld, kvinnomiljöer, tegelhistoria, brandbekämpning samt ett antal hantverksmiljöer. Utöver permanenta utställningen organiseras årliga temautställningar.

Utställningen
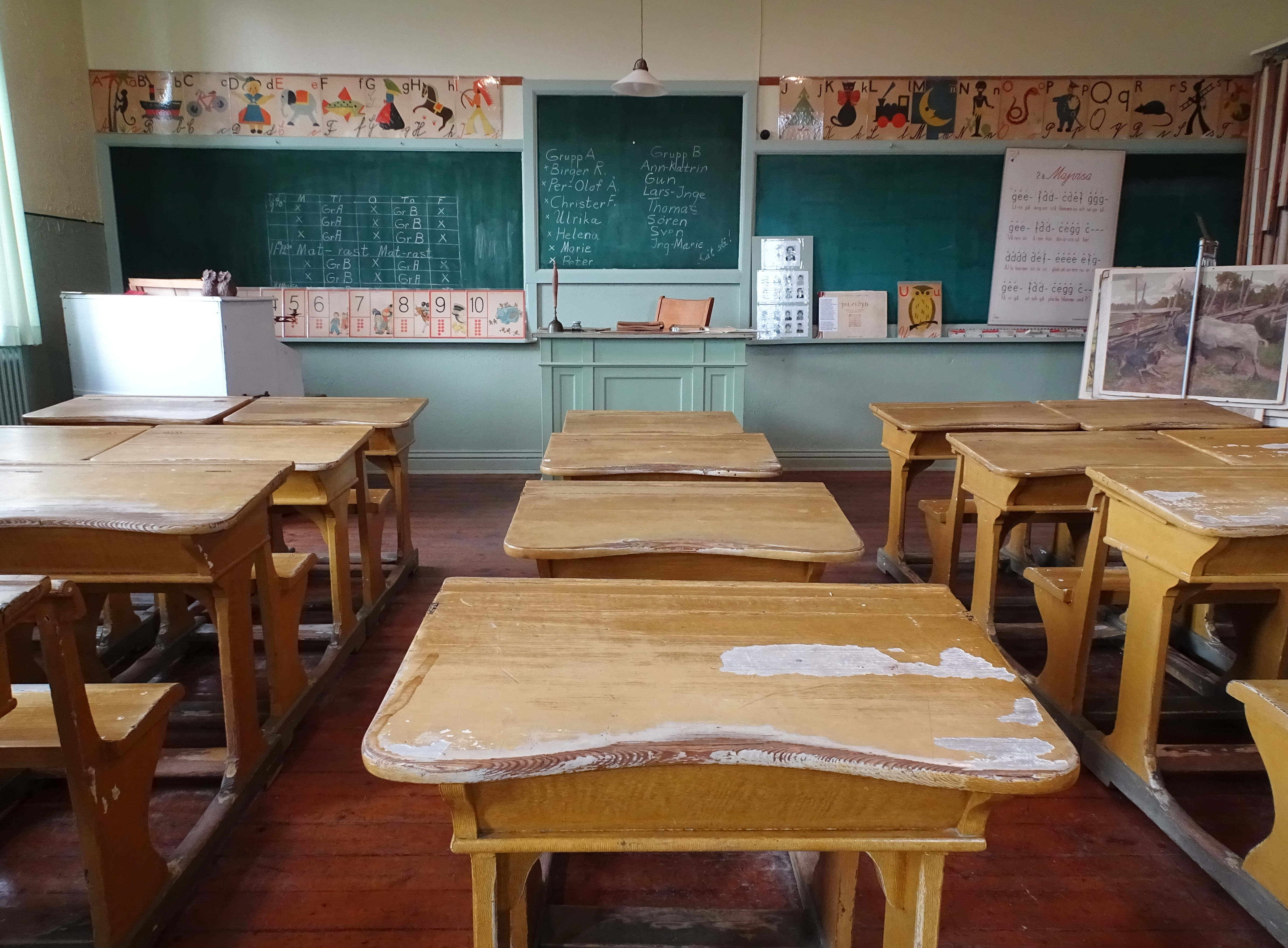
Skolsalen i småskolan
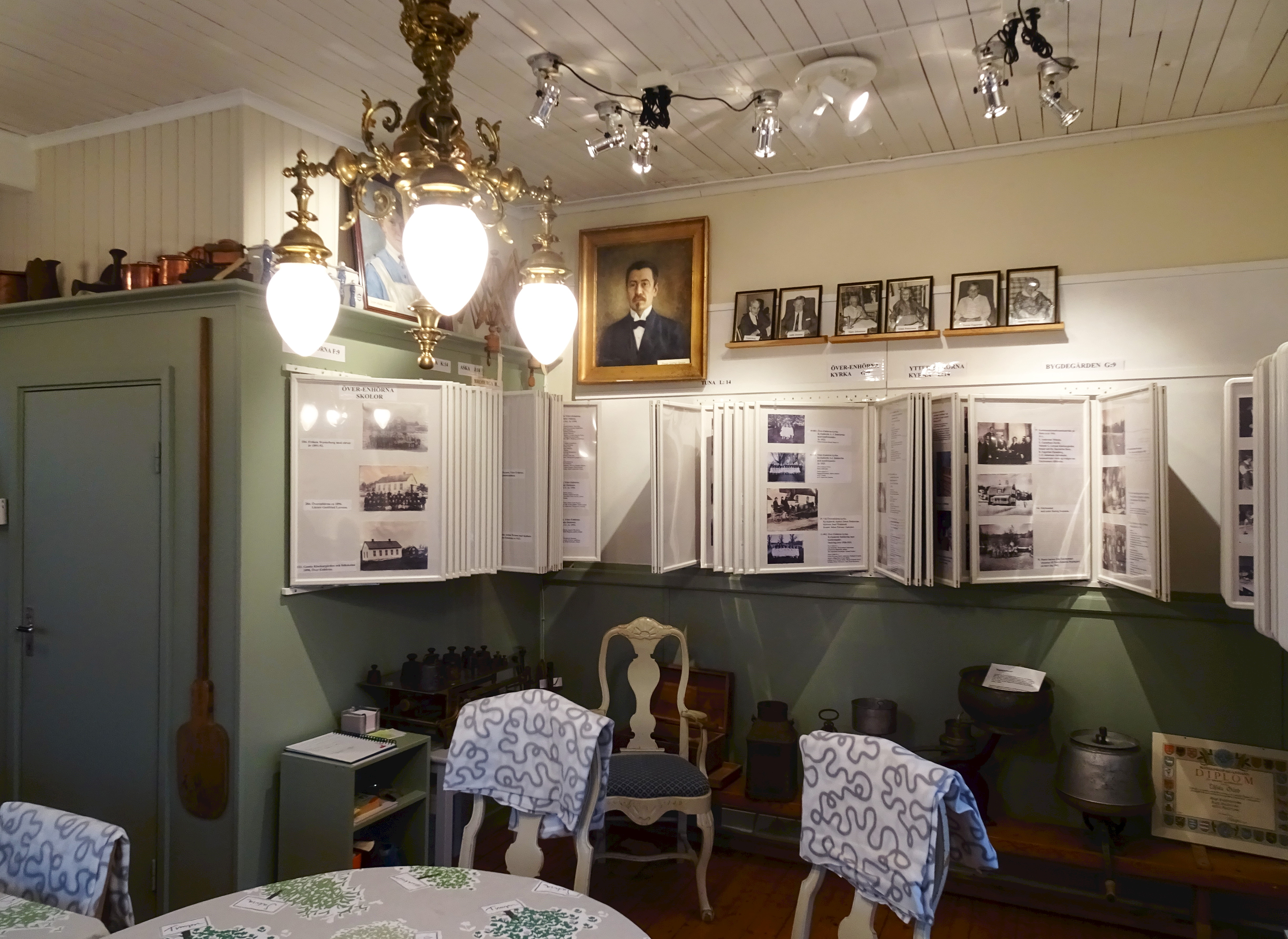
Fotoarkiv i småskolans slöjdsal
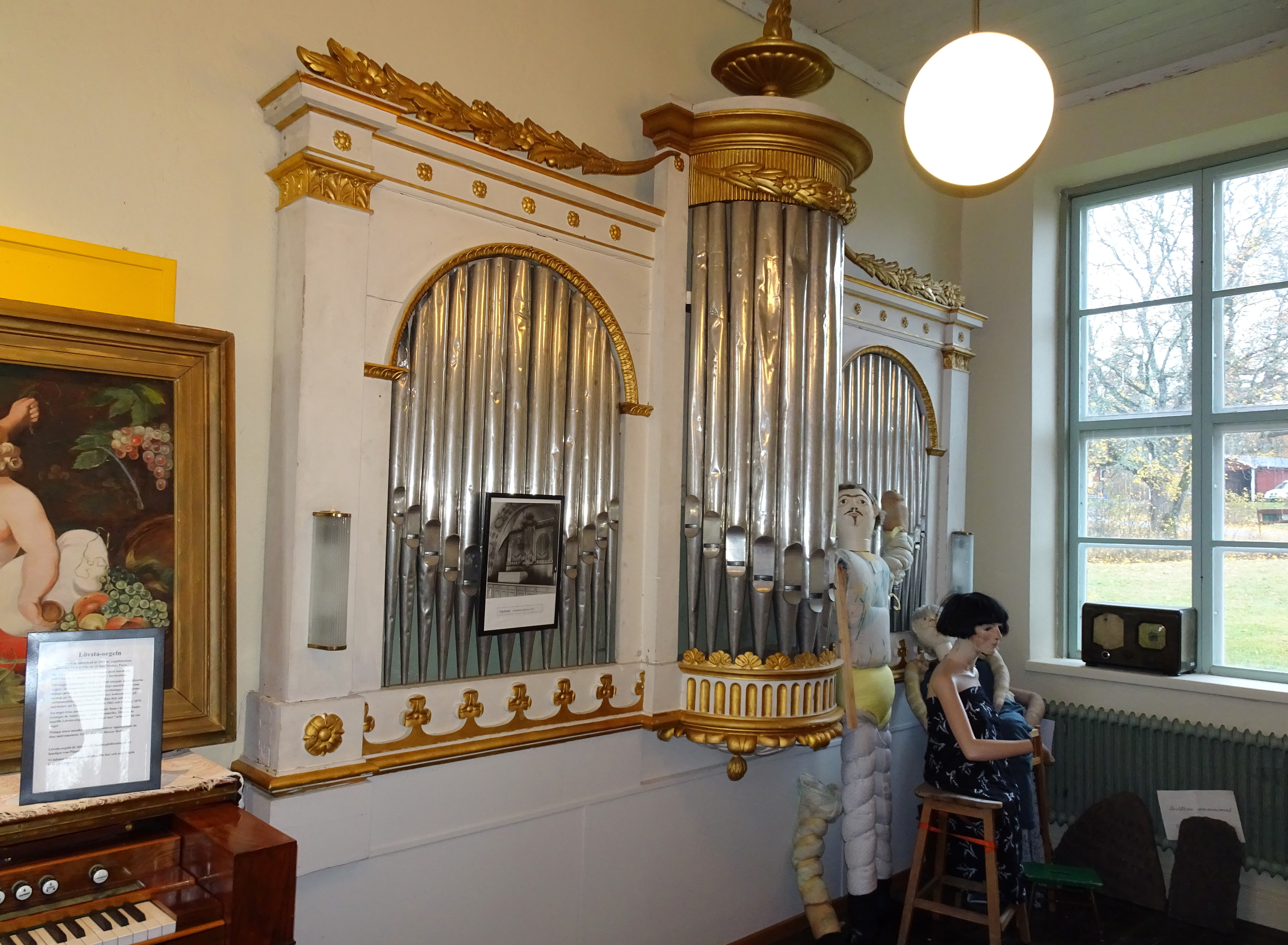
Ytterenhörna kyrkas gamla orgelfasad
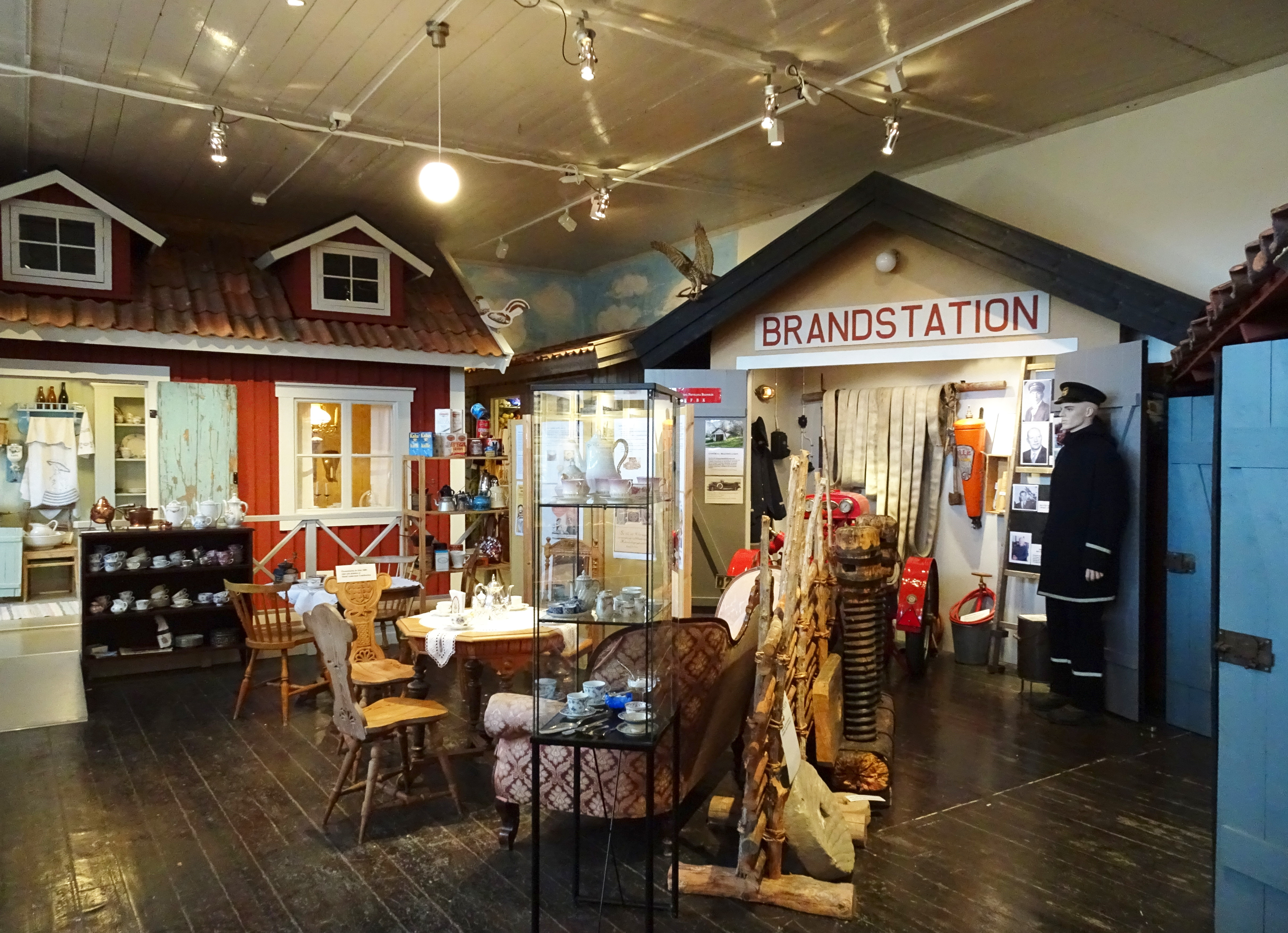
Permanent utställning i storskolan
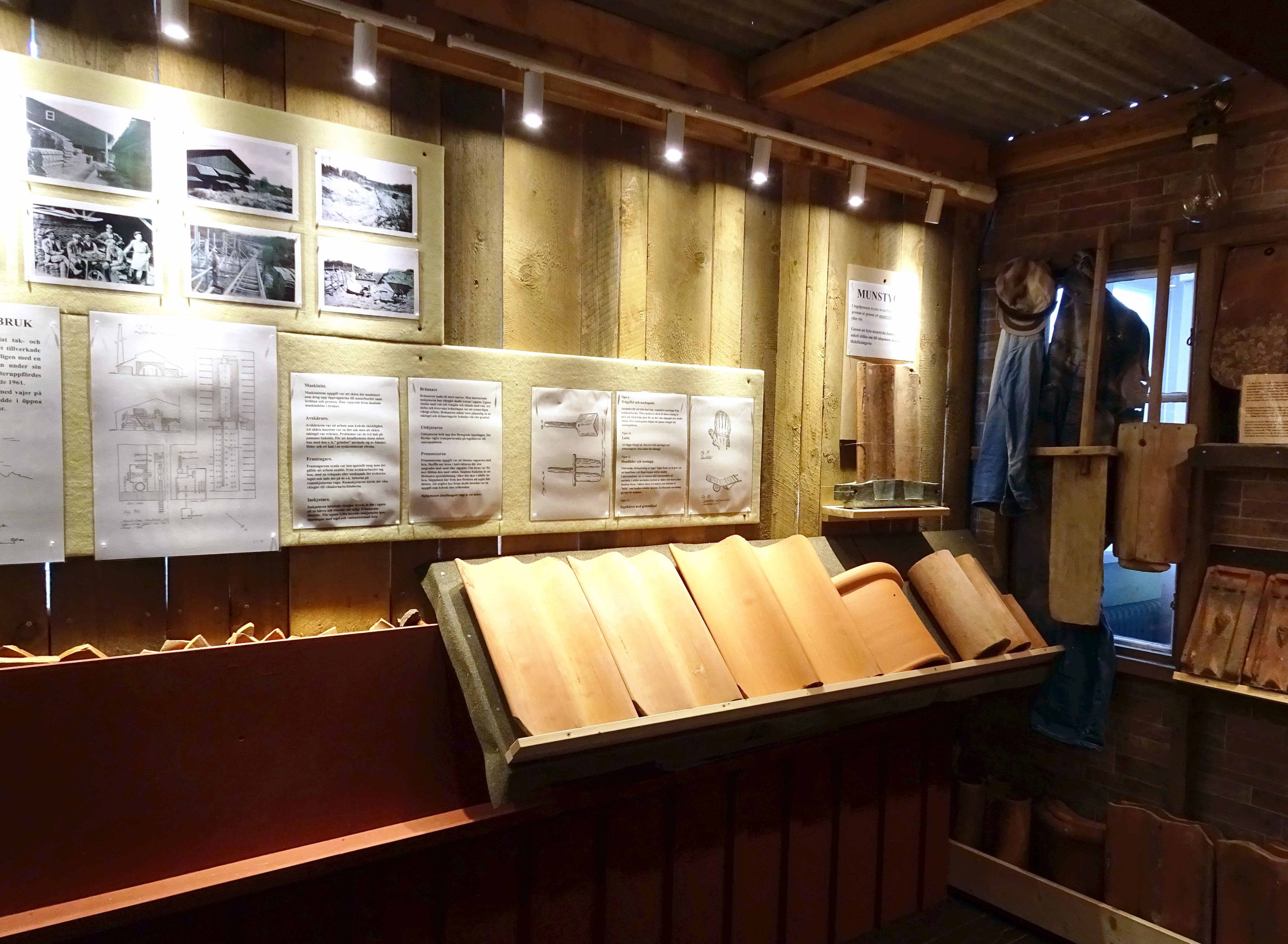
Tegelutställning i storskolan